# 朱立倫
朱立倫（1961年6月7日—），中華民國政治人物，中國國民黨籍，現任中國國民黨主席，曾任中國國民黨主席（第7任）、新北市市長、行政院副院長、桃園縣縣長、立法委員。
朱立倫出生成長於桃園縣，在纽约大学完成碩博士學位後，任職於國立臺灣大學會計學系。1990年代末期開始其政治事業，1999年起擔任桃園縣立法委員；2001年當選桃園縣縣長。2009年9月10日吳敦義接任行政院院長後，朱立倫辭去縣長職務並接任吳敦義內閣的行政院副院長；2010年5月17日，再度辭職以專注於年底直轄市市長選舉。其後當選新北市市長，成為臺北縣改制直轄市後首位市長；2014年連任；2018年任期屆滿卸任。
朱立倫曾三度擔任中國國民黨副主席，並在2015年馬英九辭去黨主席後，透過補選繼任。任內參與2016年總統選舉，與民主進步黨候選人蔡英文競爭。最終以308萬票的差距落敗，創下2000年總統選舉以來，兩黨候選人得票數差距最大之紀錄，敗選後辭去黨主席。其後有意參與2020年總統選舉，但未通過黨內提名選舉；2021年在黨主席選舉中勝出，回任黨主席。

## 早年及家庭背景
朱立倫出生於桃園縣八德鄉（今桃園市八德區），父親朱樟興是浙江省義烏縣湖鶴鄉馬踏石村（今义乌市后宅街道馬踏石村）人，1929年出生，在杭州崇文高中畢業，曾任中華民國陸軍工兵軍官，1972年以上校軍階退役，2025年1月8日逝世。母親林桂為桃園大溪望族梅鶴山莊林家林本誠長女，2013年5月16日病逝。母方家族中數名成員曾任大溪鎮長等民選官員。
朱立倫畢業於桃園縣八德鄉大成國民小學。他就讀臺北市立建國高級中學時，與江宜樺同班、賴清德同屆。升高三時，從自然組轉至社會組。1979年畢業後，考進國立臺灣大學工商管理學系。1985年，前往美国就讀纽约大学史登商學院，先後取得財務金融碩士學位（1987）、會計學博士學位（1991）。

## 學術生涯
朱立倫留美學成畢業後，在紐約市立大學柏魯克分校會計學系擔任助理教授。1992年回臺灣後，獲國立臺灣大學會計系聘為副教授，後升等教授。曾在北京大学任客座教授，並有韓國世明大学經營學名譽博士的頭銜。
在大學任教期間也因專業獲邀從事公共事務，例如出任行政院大陸委員會諮詢委員、中華民國消費者文教基金會委員、行政院經濟發展委員會財經諮詢委員、證券上市上櫃審議委員、公務人員考試典試委員。 
2018年卸任新北市市長後至2021年9月再次接任中國國民黨主席之前，接有幾份教職。2020學年第一學期，在臺大會計學系開設選修課「企業經營與公共政策」；第二學期起，在東吳大學商學院擔任講座教授。

## 早期政治生涯

### 立法委員

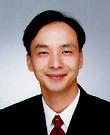
立法院官方肖像

1998年，朱立倫在立法委員選舉中當選桃園縣選舉區立委，任內分配至預算及決算委員會、程序委員會。
2000年9月17日，獲選澄社「國會記者評鑑立委」報告中，預算審查評價國會第一、專業素養評價國會第二、質詢表現評價國會第二，此評鑑之立委總數為220位。

### 桃園縣縣長
2001年，朱立倫在立委任內參選桃園縣縣長並當選；2005年連任成功。

### 行政院副院長
2009年9月10日，劉兆玄內閣總辭。朱立倫在桃園縣縣長任期屆滿前三個月，被馬英九政府徵召加入吳敦義內閣，擔任行政院副院長。由於任職副院長，亦兼任消費者保護委員會主任委員、國家金融安定基金管理委員會主任委員。副院長任內，台灣高鐵董事長殷琪下台，執行長歐晉德接任財務及債務償還計畫，行政院指派具財經背景的朱立倫監督和主持專案小組。

## 新北市市長

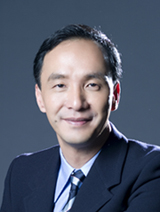
新北市政府官方網站肖像

2010年4月6日，中國國民黨公布五都市長參選表態名單，新北市部份僅有朱立倫表態參選。
2010年5月17日，朱立倫獲國民黨徵召參選新北市市長，與民主進步黨的蔡英文共同競逐。
2010年7月22日，參加錄影時，被主持人問到是否會參選總統而回答：「媒體經常在報導，說沒想到（參選總統），那是假的。」但對於是否會在2012年參選，朱立倫說「這是不可能的事」，選舉期間多次澄清自己一定「做滿任期」、「做好做滿」，並同時質疑蔡英文為何「不敢做同樣的宣示」。
朱立倫於選舉期間發表自傳式新書《做，就要做好．朱立倫》，內容提到自己從少年時代就支持黨外運動，受許信良影響很深。朱立倫認為自己的政黨認同：「第一是國民黨、第二則是民進黨」。
2010年11月27日朱立倫以11萬票差距小勝蔡英文，當選臺北縣升格直轄市後首位市長；12月22日中國國民黨中央常務委員會同意其請辭副主席職務；12月25日就任第一屆新北市市長。
2014年朱立倫宣布爭取連任後，聲勢水漲船高，國民黨內甚至預估能大勝20至35萬票以上。這或許也讓他輕敵，在最後關頭才掃街回防，促使選情冷投票率低，最終以不到兩萬五千票的差距險勝。

### 頂新三重新燕案
頂新國際集團旗下的味全公司在2010年時，以新臺幣101億標下位於新北市三重區新燕公司土地，成為味全的新燕廠。隔年2011年1月28日，朱立倫就任新北市市長三十天後，即通過新燕廠土地使用變更，由乙種工業區變更為商業、住宅區，可開發土地達1.08萬坪，估計總價值暴漲為400億元。新北地檢署調查後查無不法，將全案簽結。

## 中國國民黨主席（2014－2016）
2014年12月3日，中國國民黨主席馬英九因為九合一選舉大敗辭去黨主席職務，由副主席吳敦義代理，並於2015年1月17日舉行補選，朱立倫是唯一登記參加補選的候選人。
此次補選共有196,830名黨員投票，投票率為56.34%，朱立倫得票率為破紀錄的99.61%。
2015年4月12日，朱立倫表示將率團參加5月2日、3日在上海舉行的第十屆两岸经贸文化论坛。
2015年5月4日，朱立倫在北京與中共中央總書記习近平進行兩黨領導人的首次會面，也是繼2005年連戰與2008年吳伯雄之後第三位訪問大陸的國民黨主席，朱立倫此行辦理護照自動通關，不讓隨扈或幕僚提行李，自己拉著「一卡皮箱」通關並選擇和團員一同搭小巴，使陸盛讚朱給人感覺親切。
2015年5月16日，國民黨總統初選領表下午4時截止，朱立倫下午在中央黨部向外界說明黨內初選相關情形，同時強調找回創黨精神，讓國民黨重新團結，並且不參選2016年總統。

### 換柱爭議
2015年的國民黨總統候選人黨內初選，洪秀柱是唯一登記參選者，並以高民調通過初選，7月19日成為總統候選人。但10月17日國民黨中央召開臨時全國代表大會，廢止洪秀柱提名，改徵召黨主席朱立倫參選總統。洪秀柱成為中華民國總統選舉史上，首位通過黨內初選又被其政黨撤銷提名的總統參選人，是為「換柱風波」，並引起所謂的「挲圓仔湯」疑雲，朱立倫被指控涉及違反《總統副總統選舉罷免法》，利用不法情事使得洪秀柱退出本屆選舉，案經最高法院檢察署特別偵查組在傳喚朱立倫、中國國民黨秘書長李四川、洪秀柱及前洪秀柱競選辦公室顧問葉匡時等人後，予以不起訴處分。

### 2016年總統選舉
中國國民黨中央委員會在2015年10月17日召開臨時全國代表大會，廢止洪秀柱總統選舉提名資格，徵召朱立倫參選2016年中華民國總統選舉。在此之前，朱立倫曾一再強調其新北市市長職務會「做好做滿」。
2015年10月19日，朱立倫宣佈請假三個月帶職參選，由副市長侯友宜代理。選舉結束後，朱立倫回歸新北市政府。12月27日在電視辯論會上，朱立倫提及他在淡水時一名阿嬤鼓勵他參選的軼事。「淡水阿嬤」一語隨後成為網路迷因。
2016年1月16日，朱立倫以3,813,365票、31.04%得票率落選總統，創下自2000年以來國民黨與民進黨得票數差距最大的紀錄。敗選後，朱立倫宣布即刻辭去中國國民黨主席。此票數差距截至2024年為止，仍為國民黨總統選舉的最低得票率及得票數，重創朱立倫政治生涯。

## 無職位期間
2018年12月25日，朱立倫表態投入2020年中華民國總統選舉，最終黨內初選排名第三落選，後擔任韓國瑜競選總部主委。另外，於四十週年《告台湾同胞书》的中国中央电视台歷史紀錄片《台海紀事》現身主談「九二共識」，朱立倫在第四集現身，指出「九二共識」是一個重要基礎、重要里程碑，「因為就是從九二共識開始，兩岸才可以進行交流，可以相互走向和平。」2019年7月15日，中國國民黨公佈總統黨內初選民調結果，朱立倫不敵時任高雄市市長韓國瑜，未能獲得黨內提名。其後，國民黨提出的不分區立法委員名單，朱立倫對此表示強烈反對，稱輿論「罵聲一片」、「幹聲連連」。時任黨主席吳敦義駁斥相關意見，稱「從來沒有這麼公平公正的（不分區）名單。」
2020年6月6日高雄市舉行市長罷免投票，投票過關後，朱立倫對參與市長補選態度轉趨積極，表示願意遷戶籍南下，有需要一定會承擔。惟國民黨提名高雄市議員李眉蓁代表登記參選，8月15日舉行市長補選投票，最終未能勝選。

## 中國國民黨主席（2021－）
2021年8月2日，朱立倫宣布參與中國國民黨主席選舉；9月25日以45.78%的得票率擊敗尋求連任的江啟臣；9月30日回任黨主席。

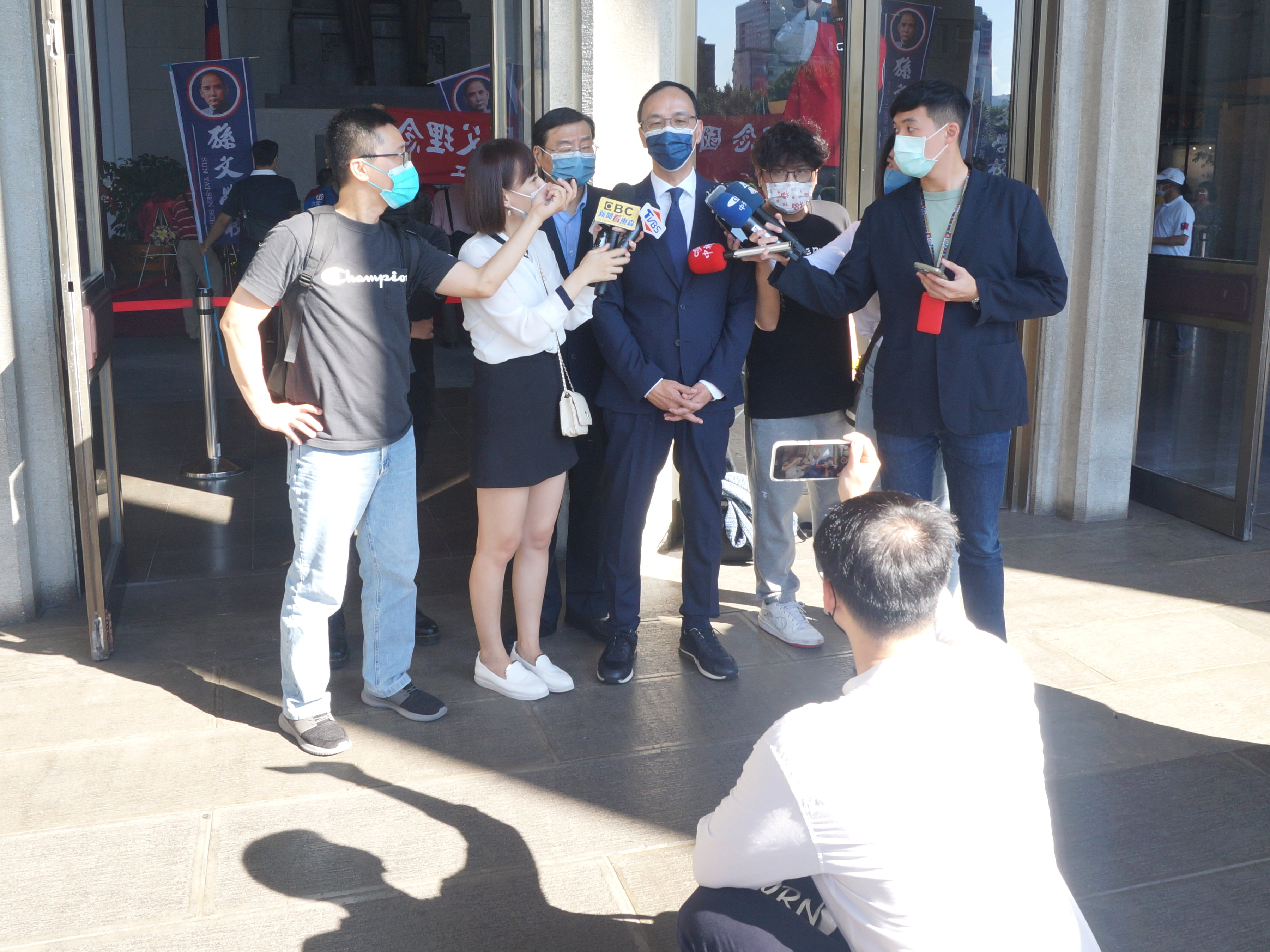
2022年，朱立倫接受採訪

2022年6月2日，朱立倫在社群媒體中發文表示自己即將啟程訪美。朱在史丹佛大學胡佛研究所學者座談時強調，國民黨從來不是一個親中國的政黨，是親美國的政黨，而且國民黨會持續對抗共產主義，並與中共做價值與制度的競爭。6月8日，朱立倫在布鲁金斯学会仿效臺灣首位非中國國民黨籍總統陳水扁於2000年就任後所一再申明的稱「九二共識」是「沒有共識的共識」，是創造性的模糊。隔日時任行政院院長蘇貞昌回應，國民黨往主流民意靠攏，這是對的。6月9日，朱立倫為國民黨駐美代表處揭牌，這是逾十四年後，國民黨重新開啟美代表處，因2008年馬英九當選總統時關閉。6月12日，朱立倫返台結束訪美，黨內人士向媒體透漏，風光背後朱將面對的是年底地方大選桃園、新竹、苗栗、高雄布局與整頓的壓力。
2022年7月11日國民黨中央黨部降半旗對安倍晉三遇刺案表示哀悼，引發黨內部分人士和新黨對朱立倫不滿。

### 2022年九合一選舉
桃園市市長提名
2022年4月5日，前國民黨台北市議員羅智強原本要於2日宣布參選桃園市市長，但在1日晚間接到朱立倫來電後喊卡，根據台北市議員徐巧芯表示，那通電話朱立倫幾乎帶情緒、怒罵、威逼，甚至對羅智強說「我就是不要你」。5月18日，朱立倫在中常會無預警宣布徵召前行政院院長張善政參選桃園市市長，一時國民黨內譁然。5月23日，朱立倫協同秘書長黃健庭、張善政召開記者會，表示此提名已讓民進黨陣腳大亂，將會拜會桃園市議長邱奕勝、立委呂玉玲、羅智強等人進行溝通。
苗栗縣縣長提名
2021年1月5日，時任苗栗縣議會議長鍾東錦宣布參與國民黨內苗栗縣縣長初選。2022年5月10日，朱立倫南下苗栗縣與地方商討黨候選人，當日鍾東錦陣營表示鍾民調持續領先，將參選到底。5月15日，朱立倫領頭的黨中央傳將由立委徐志榮參選。5月21日，苗栗地方人士包括鍾東錦等人連署上書中央推薦謝福弘參選。5月31日，國民黨選策會發布新聞稿徵召徐志榮。隔日，徐表明不參選；黃健庭表示仍會提名徐志榮。6月16日，鍾東錦已在苗栗地方掛上競選看板。6月22日，鍾東錦密會朱立倫破局，並在Facebook寫到，要演出人生最後一次叛逆，「放下百年大黨的沉重包袱」，脫黨參選意味濃厚。6月27日，鍾東錦競選總部動工。7月17日，朱立倫親自南下授旗，國民黨提名參選人謝福弘進駐苗栗縣黨部。
對選舉結果表態
11月26日投票結果國民黨拿下13席縣市首長，為自2018年縣市長選舉以來更大的勝利，即使南部偏绿的台南市、高雄市和屏东县等地国民党候选人最终败于民进党候选人，但参选的谢龙介、柯志恩和苏清泉等人也开出了远高于预期的票数。朱立倫表示此次選舉乃「非綠聯盟的勝利」。

### 2024年總統選舉
2023年3月8日，中国国民党中常会上通过了建议采用征召方式提名2024年中華民國總統選舉参选人的决议，之后一天中国国民党秘书长黄健庭表态朱立伦“没有个人考量，甚至民调也不需纳入朱”。
此次总统选举，中国国民党方面的热门人选主要是时任新北市市长侯友宜和鸿海科技集团创始人、2019年参与2020年中国国民党总统提名选举但最终落败，随后退出国民党的郭台銘。2023年5月17日，朱立倫在中常會上正式宣布徵召侯友宜參選（7月国民党全国代表大会正式通过提名），對決民主進步黨时任党主席、时任中华民国副总统賴清德、台灣民眾黨时任党主席、前台北市长柯文哲。未能獲得黨提名的郭台銘於8月28日宣布獨立參選，与艺人赖佩霞搭档进行连署并获通过，唯最终并未登记正式成为参选人。
由于赖清德民调持续领先、侯友宜民调长期落后柯文哲，在野阵营（主要包括中国国民党与台湾民众党）内有一部分人力主整合，只推出一组候选人与赖清德对决。尽管中国国民党政党实力强于台湾民众党，但由于柯文哲的民调在2023年5月至10月期间基本都领先侯友宜，柯也被包括部分国民党立法委员拟参选人在内的一部分人认为更有胜选的可能性。对此，朱立伦在全力支持侯友宜的同时，一直没有排除与柯文哲方面进行在野整合协商的空间，希望有机会实现蓝白合，即非绿阵营的选票最大化。
尽管10月侯友宜竞选办公室与柯文哲竞选办公室的交涉不甚顺利，朱立伦还是多次与柯文哲以党主席身份会面，就立法委员选举等层面的政党协作达成一定共识。朱立伦、侯友宜、柯文哲与前总统马英九在11月15日达成了内含总统候选人整合的“六点共识”，但是柯文哲方面在11月18日拒绝接受该整合方法所产生的整合结果；形同拒絕與國民黨合作。最後由朱立伦、侯友宜、马英九于11月23日（即登记参选总统的倒数第二日）下午前往台北君悦酒店与柯文哲、郭台铭进行了会谈，进行最后努力，但最终仍然无法就总统候选人的整合问题取得共识。
总统选举层面的蓝白合破局之后，朱立伦于11月24日早上的中常会正式宣布中国国民党由侯友宜与中国广播公司董事长、前立法委员、前环保署署长赵少康搭配参选，并在其后多次重申禁止柯文哲为国民党立法委员提名人造势活动站台的命令，全力支持侯友宜、赵少康胜选，選舉結果侯友宜以4,671,021票名列第二，未能勝選。

## 政治立場

### 海峽兩岸關係
2015年5月4日，中國國民黨主席朱立倫前往北京與中國共產黨總書記習近平面晤時表示「1992年兩岸雙方達成兩岸同屬一中，但內涵意義有所不同的九二共識。」，也向習近平提出「兩岸是命運共同體，希望在九二共識的基礎上，未來台灣能有更多的國際發展空間，在國際組織或活動上有更多機會」。朱立倫並提到「1912年孫中山推翻帝制，恢復中華，建立中華民國」，詳述台灣因甲午戰爭割讓給日本，抗戰勝利後又遇到二二八事件與白色恐怖，對許多人烙下不可抹滅的傷痕與印記。由於兩岸的隔閡、分離，造成幾十年來對抗，直到兩岸開始從對抗交流，過去十年來更從和解走向和平發展。希望習近平了解台灣不同的聲音及歷史背景。
「兩岸同屬一中」的說法，被部分媒體解讀為「支持終極統一」。朱立倫則重申，所謂「同屬一中」，根據《中華民國憲法》，就是屬於中華民國，只是兩岸定義及內容不同，這就是「各自表述」。馬英九認為雖然說法略有不同，但是大方向一致，都是奠基在中華民國憲法上的既定立場，一中就是中華民國，對朱立倫表達高度肯定。
2020年強調國民黨改革需保留蔣經國堅持的「民主自由」、「親美反共」路線。
2022年6月7日，朱立倫訪美時在華府智庫布魯金斯研究所仿效臺灣首位非中國國民黨籍總統陳水扁於2000年就任後所一再申明的稱「九二共識」是「沒有共識的共識」，就像美國的一中政策，同樣也是「創造性模糊」，在沒有更好的方案以前，還是用這樣的方式持續交流。
2022年11月29日，朱立倫在臉書發表「民主自由 人權無價」八字聲援白紙革命。呼籲北京當局「傾聽、正視人民需求，才能避免衝突擴大」。同時藍營立委集體在臉書發起更換頭像的活動來支持白紙革命。

### 內閣制
朱立倫參選中國國民黨主席期間，針對修憲問題強調，將推動修憲公投以內閣制取代現行的雙首長制，支持中華民國走向內閣制；擴大青年參與，降低投票年齡到18歲；降低政黨比例代表的5%得票門檻到3%；推動不在籍投票及檢討單一選區兩票制等，都應納入中國國民黨主張。

### 核能發電
2013年朱立倫擔任新北市市長期間，接受《自由時報》專訪時主張「沒有核安就沒有核能、核電」，並表示：「核電問題不是依公投結果停建或續建核四，而是有核安問題，核四就不應該存在，他還說民眾不能只相信台電的片面說法，更擔心核廢料的處理問題，如果無法處理核廢料，憑什麼使用核能？」然而2019年參選國民黨總統初選時改變主張，支持重啟核四，並且表示自己有信心、有能力處理核廢料問題。

## 爭議事件

### 頂新三重新燕案
頂新集團旗下的味全公司在2010年時，以101億標下位於新北市三重區新燕公司土地，是為「味全新燕廠」，該土地位於三重、新莊、臺北市之交界，因頂新集團旗下另間頂新製油公司涉及2014年台灣劣質油品事件，引致對頂新三重新燕土地變更事宜合理性之質疑。 新北地檢署經調查後，認定告發朱立倫涉圖利頂新案查無不法，將全案簽結。

### 維基解密紀事
維基解密釋出的美國公文顯示，朱立倫曾告知美國在臺協會臺北處長楊甦棣許多中國國民黨內部的消息。
美方譽稱這是「中國國民黨知情人士坦率地談國民黨政治、兩岸直航與美臺關係」的文件，背後還附註，即使文件解密，朱的姓名也不能曝光，因此公文上顯示的是Eric Chu (protected)。
朱立倫對AIT處長楊甦棣分析，胡志強爭取當總統府秘書長是基於健康考量，因為獲得副總統蕭萬長支持，以為自己穩操勝算；但胡志強與前行政院院長劉兆玄不合，加上馬英九也未表態支持，最後無法接任。劉兆玄能成為馬政府首任閣揆，朱立倫透露，是因為蕭萬長堅持。蕭「強烈抗拒」想爭取閣揆寶座的海峽交流基金會董事長江丙坤，認為江「已經70多歲，還想擁有權力」。
朱立倫回應：「維基解密報導的並非事實，也毫無邏輯可言，相信是楊甦棣跟AIT的個人解讀，而AIT也不願證實此內容，他也不需為此向國民黨大佬解釋。」王金平回應稱自己從不算命。2021年9月4日，在《110年中國國民黨主席候選人電視政見發表會》交叉詰問環節中，張亞中就此要求朱立倫給出明確解釋。對此，朱立倫回應：「謠言止於智者。」

### 利益衝突迴避
朱立倫於2011年12月25日就任新北市長後六個月，只是中部私立大學講師的朱立倫之弟朱立聖進入「國寶集團」，原已選出新董監事的「國寶人壽」突然以「國寶服務公司」法人代表的身分聘任朱立聖為額外增設的第三名監察人，國寶集團的北海福座開發、國寶服務等都剛好在朱立倫主管的新北市轄區有葬儀社、靈骨塔等多重利益。朱立聖擔任監察人一年半至2013年12月，數月後即爆發國寶人壽鉅額掏空案，遭金管會接管，前後任董事長都吃上官司，政府賠付的高達303億元則由臺灣全國人民買單。該公司掏空十餘億時發生在朱立聖的任期中，朱未監察出弊案卻沒事。
2014年2月17日，台聯立院黨團開記者會，黨團總召賴振昌說，新北市長朱立倫從擔任立委、桃園縣長、行政院副院長以來近13年，他的岳父、曾任台灣省議會議長的高育仁轉投資的威創科技公司，竟然可以不斷承包政府標案，合計超過11億8千萬元。賴振昌質疑，朱立倫公私不分、未利益迴避，已經違反《公務人員利益衝突迴避法》，將向監察院、法務部廉政署檢舉。
2014年2月18日，台聯黨團继续爆料，新北市長朱立倫的岳父高育仁投資的威創科技，朱妻高婉倩在威創股東高氏企業、日月高投資及育華投資、歐華創投、倫飛電腦、育豐科技、台通光電都持股，「根本是實際獲利人！」台聯秘書長林志嘉批，此案已經不是單純的利益迴避，而牽涉貪瀆，台聯將向監察院、廉政署檢舉。
2014年2月18日，朱立倫澄清指出，新北市府標案的得標廠商中，妻子絕無持股，台聯把監察院公布的資料或談話性節目的議題整理一下當作爆料，獲取媒體的關注和報導，「是很廉價的方式！」
2014年2月19日，台聯黨團總召賴振昌等一行人人今赴監察院檢舉，批評朱立倫身為公職人員，沒有迴避利益衝突，違反《公務人員利益衝突迴避法》相關規定。台聯黨團指稱，威創科技承接政府標案，威創科技的股東有歐華創投、倫飛電腦、育豐科技、日月高投資、台通光電，高婉倩在這幾家公司都有直接與間接持股，賴振昌表示，台聯黨團公布的資料，足以證明朱立倫違反《公務人員利益衝突迴避法》。賴振昌也呼籲特偵組，朱立倫犯罪事證已非常明確，特偵組應主動偵辦。接受檢舉的監委錢林慧君表示，此案會先由財產申報處先進行相關調查，待整理出資料後會送交廉政委員會，再由廉政委員會開會決定是否派查。
威創科技公司發布聲明稿澄清，高育仁自民國98年起已不再擔任公司負責人，也無參與任何決策及經營，更與新北市長朱立倫毫不相干，相關報導無中生有。歷年參與政府標案均依法公開參加相關通信標案，並無所謂假公職人員身分而得標獲利等情事。
朱立倫回應，從政多年絕不容許家人或親友，圖取任何非法利益；同樣也不希望家人或親友，因為他的從政而受到無辜的傷害。且新北市府無特定標的狀況；並重申政治仍應回歸實質施政面，「把原本向監察院申報及公布資料，或長期在談話性節目已談論議題整理後爆料，盼獲取電視台或媒體關注報導「這樣很廉價方式，不是台灣之福！」朱立倫表示，台灣是個法治社會，只要有任何違法都歡迎檢舉，但這些(高育仁投資威創、高婉倩持股)指控只是「浪費社會資源、浪費媒體資源」。他認為全案並沒有利益迴避問題。

### 將賴清德類比為希特勒
2025年5月7日，第二次世界大戰歐戰勝利紀念日80週年前夕，朱立倫在演說時，批評總統賴清德使用司法手段攻擊在野黨，有如獨裁者希特勒。
對此，德國在台協會表示失望和擔憂，並說明現今的臺灣不能和國家社會主義的暴政類比，也不該被類比為納粹。呼籲中國國民黨領導階層避免缺乏歷史敏感度、甚至扭曲歷史的比喻。歐洲經貿辦事處、法國在台協會、荷蘭在台辦事處、比利時台北辦事處及英國在台辦事處等機構皆轉發德國在台協會的臉書貼文。以色列駐台辦事處亦表達相同看法，並且認為這樣的比較冒犯了納粹大屠殺中失去性命的600萬名猶太人和倖存者。
朱立倫則回應，民主也可能變成獨裁，外國政府不應干預各國的內政。立委陳玉珍聲援朱立倫，認為德國在台協會違反外交禮儀，應該道歉。台北市議員李明賢批評德國及以色列在台協會丟臉，應該驅逐出境。台北市長蔣萬安則認為朱的言論不恰當。
一名外交官稱，俄乌战争時普丁也以納粹為由出兵烏克蘭，而中国共产党近日也依此論述攻擊賴清德，和朱立倫論調相近。

## 個人生活
朱立倫與高婉倩結婚，並育有一子一女。高婉倩為中國國民黨籍政治人物高育仁之女。她的弟弟高思博亦為政治人物。高育仁之父高錦德，為臺灣政壇元老，東京帝國大學畢業，曾任臺南縣「財政科長」兼「稅捐稽徵處」處長，二二八事件時曾代理台南縣縣長。1956年退休，2008年去世。

## 選舉紀錄
| 年度 | 選舉屆數                 | 選舉區                   | 所屬政黨   | 得票數    | 得票率 | 當選標記 | 備註 |
| ---- | ------------------------ | ------------------------ | ---------- | --------- | ------ | -------- | ---- |
| 1998 | 第四屆立法委員選舉       | 桃園縣選舉區             | 中國國民黨 | 34,971    | 5.21%  |          |      |
| 2001 | 第十四屆桃園縣縣長選舉   | 桃園縣                   | 中國國民黨 | 441,827   | 55.24% |          |      |
| 2005 | 第十五屆桃園縣縣長選舉   | 桃園縣                   | 中國國民黨 | 488,979   | 60.84% |          |      |
| 2010 | 第一屆新北市市長選舉     | 新北市                   | 中國國民黨 | 1,115,536 | 52.61% |          |      |
| 2014 | 第二屆新北市市長選舉     | 新北市                   | 中國國民黨 | 959,302   | 50.06% |          |      |
| 2016 | 第十四任總統、副總統選舉 | 第十四任總統、副總統選舉 | 中國國民黨 | 3,813,365 | 31.04% |          |      |

## 荣誉
2010年4月22日，朱立倫擔任行政院副院長時，因防制H1N1新型流感，獲颁一等功绩奖章。

## 著作
- 朱立倫（口述）. . 刁明芳（採訪）、瞿欣怡（採訪／撰文）. 天下文化. 2010-07-16. ISBN 978-986-216-573-7.

## 外部連結
- 朱立倫的Facebook專頁
- 朱立倫的Instagram帳戶
- 朱立倫的Threads
- YouTube上的朱立倫頻道

| 中華民國政府職務                   | 中華民國政府職務                                                                       | 中華民國政府職務                   |
| ---------------------------------- | -------------------------------------------------------------------------------------- | ---------------------------------- |
| 新北市政府                         |                                                                                        |                                    |
| 首任 改制前：周錫瑋 （臺北縣縣長） | 新北市市長 第一、二屆 2010年12月25日－2018年12月25日                                   | 繼任： 侯友宜                      |
| 行政院                             |                                                                                        |                                    |
| 前任： 邱正雄                      | 行政院副院長 第二十九任 2009年9月10日－2010年5月17日                                   | 繼任： 陳冲                        |
| 前任： 邱正雄                      | 行政院消費者保護委員會主任委員 第十三任，行政院副院長兼任 2009年9月10日－2010年5月17日 | 繼任： 陳冲                        |
| 桃園縣政府                         |                                                                                        |                                    |
| 前任： 許應深（代理） 正任：呂秀蓮 | 桃園縣縣長 第十四、十五屆 2001年12月20日－2009年9月10日                                | 繼任： 黃敏恭（代理） 正任：吳志揚 |
| 政党职务                           |                                                                                        |                                    |
| 中國國民黨                         |                                                                                        |                                    |
| 前任： 吳敦義（代理） 正任：馬英九 | 中國國民黨主席（首次） 第九屆第一次補選 2015年1月19日－2016年1月18日                   | 繼任： 黃敏惠（代理） 正任：洪秀柱 |
| 前任： 江啟臣                      | 中國國民黨主席（再次） 第十一屆 2021年10月5日－                                        | 現任                               |